# Усулутан (департамент)
Усулутан (ісп. Usulután) — один з 14 департаментів Сальвадору.
Мовою науатль Усулутан означає «місто оцелотів». Знаходиться в південно-східній частині країни. Межує з департаментами Сан-Вісенте і Сан-Мігель. З півдня омивається Тихим океаном. Адміністративний центр — місто Усулутан.
Утворений 22 червня 1865 року. Площа — 2130 км². Це найбільший департамент Сальвадора. Населення — 344 235 чол. (2007).

## Муніципалітети
1. Алегрія
2. Берлін
3. Ель-Тріунфо
4. Ерегуакуїн
5. Естансієлас
6. Каліфорнія
7. Консепсьйон-Батрес
8. Мерседес-Уманья
9. Нуева-Гранада
10. Осатлан
11. Пуерто-ель-Тріунфо
12. Сан-Агустин
13. Сан-Буенавентура
14. Сан-Діонісіо
15. Сан-Франциско-Хавьєр
16. Санта-Марія
17. Санта-Елена
18. Сантьяго-де-Марія
19. Текапан
20. Усулутан
21. Хикіліско
22. Хукуапа
23. Хукуаран

## Галерея

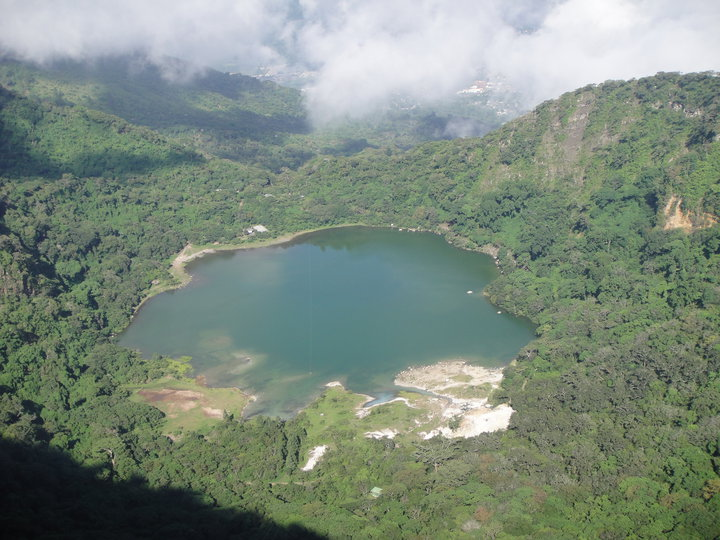
Лагуна Алегрія
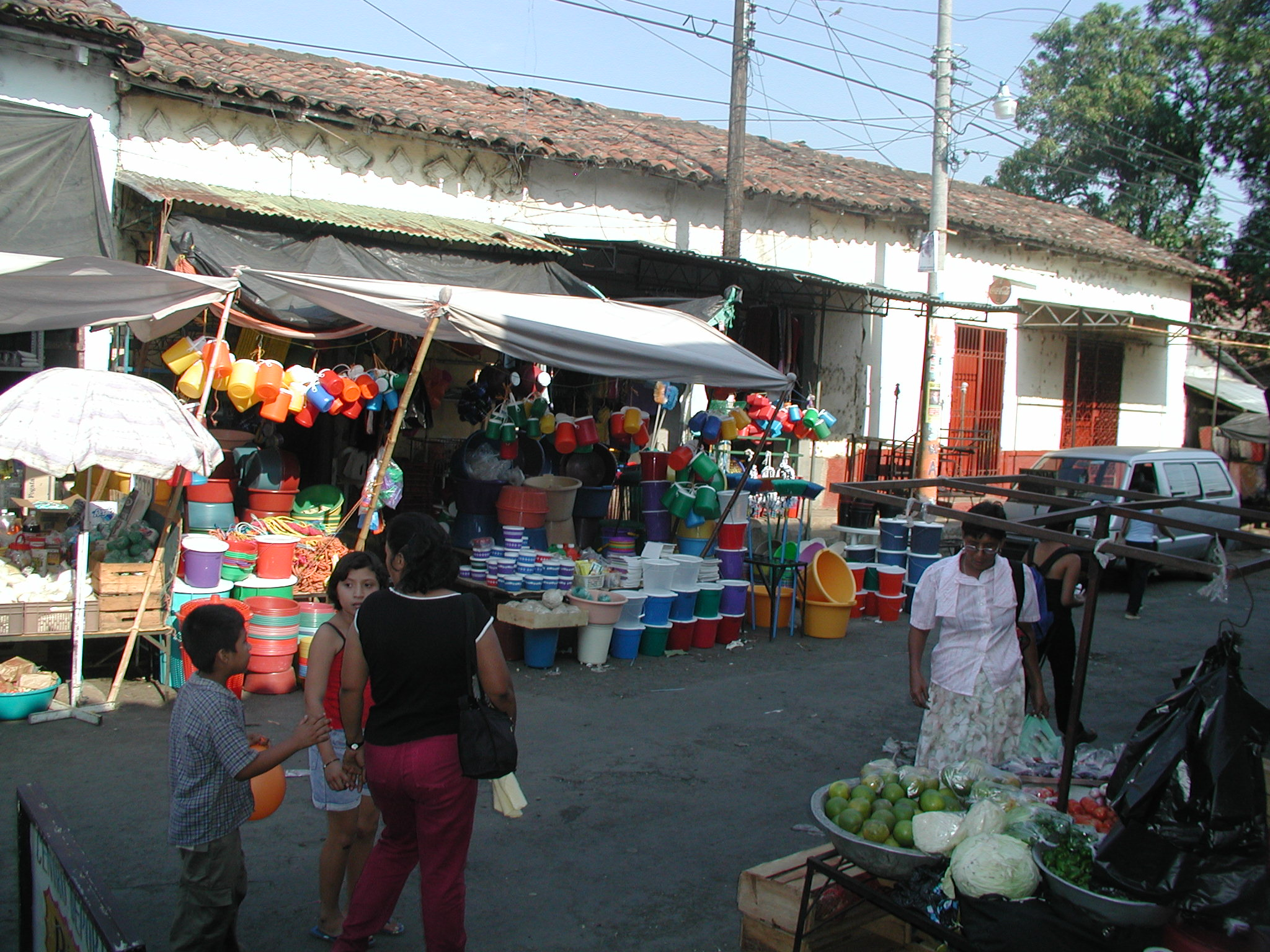
Ринок в Усулутані
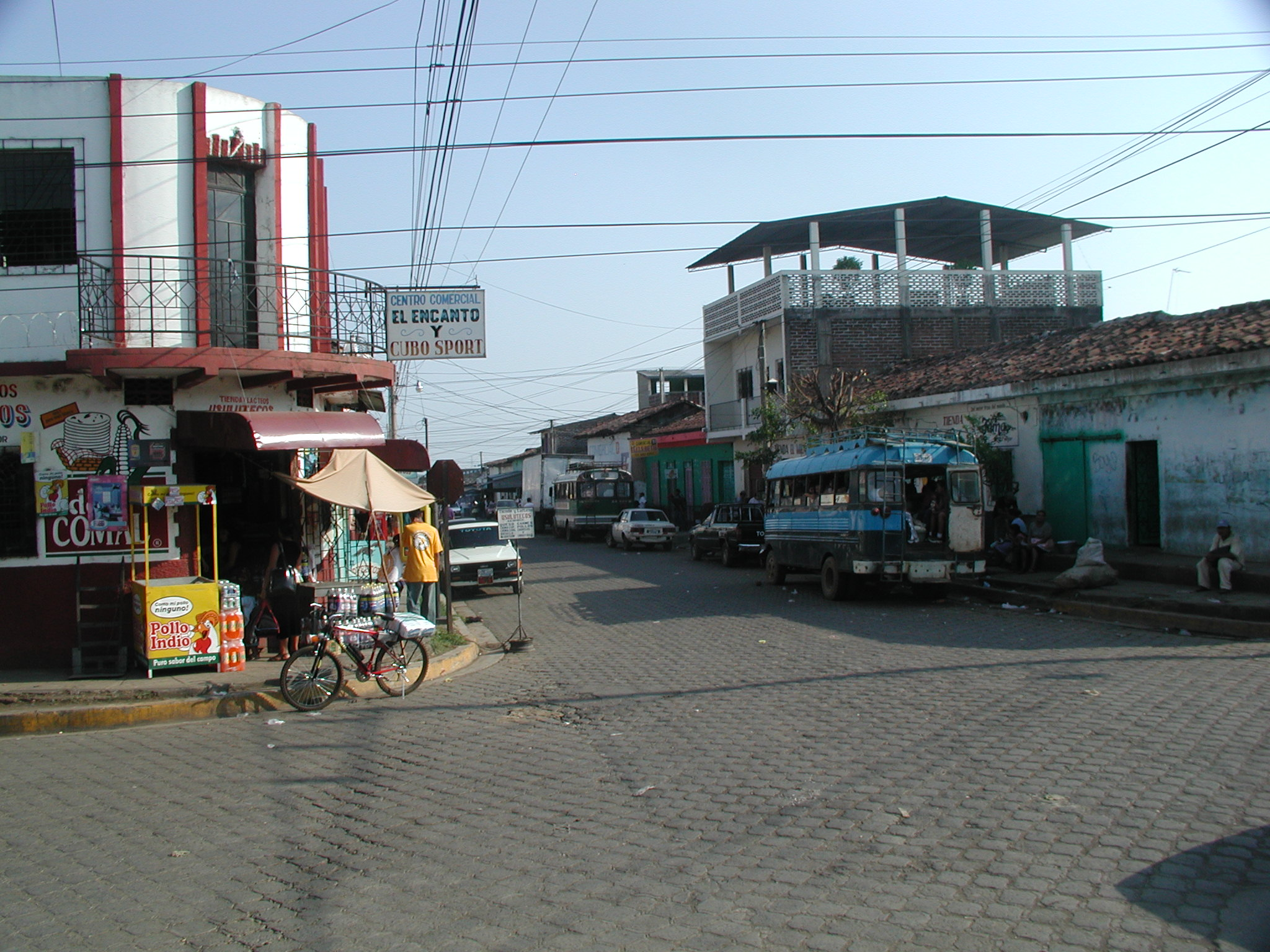
Вулиця Усулутану